# Fulmarus
Fulmarus je rod morskih ptica iz porodice zovoja. Sadrži dvije postojeće i dvije izumrle vrste. Žive na sjeveru Atlantika i sjeveru Pacifika. Duge su 40-50 cm. Raspon krila im je 100-120 cm. Kljun im je kratak i kusast. Sezona gniježdenja počinje u prosincu. Gnijezde se na liticama u kolonijama i polažu samo jedno bijelo jaje. Ne gnijezde se noću, kao dosta zovoja. Sredinom siječnja iz jajeta se izlegne ptić. Ptić dobiva perje s 52 dana starosti. Pelagične su. Jako su dobri letači. Životni vijek ovih ptica je 40 godina. Ptice iz roda Fulmarus se hrane ribom, te često znaju letiti za ribarskim brodovima.                                                                                                                    

## Drugi projekti
|  | Zajednički poslužitelj ima još gradiva o temi Fulmarus |
|  | Wikivrste imaju podatke o taksonu Fulmarus             |